# Nicetas viola
Nicetas viola là một loài bướm đêm trong họ Noctuidae.